# 加藤礼愛
加藤 礼愛（かとう れいあ、2009年5月26日 - ）は、日本の女性ポップ歌手である。無所属(2023.6月現在)。神奈川県横浜市戸塚区出身。身長164cm。2025年に中学校の卒業式を迎えた。

## 来歴
4歳から神奈川県民ミュージカルやカラオケ大会に出始める。
2018年11月17日に、avex主『キラチャレ2018』歌部門キッズの部（3歳から小学6年生）グランプリを9歳で獲得し、それから2020年3月31日までのみ、エイベックス・マネジメント育成契約生だった。

## 受賞歴
- avex キラチャレ2018（2018年11月17日、歌部門キッズの部グランプリ）[3]
- 日本カラオケボックス大賞2018[4]（神奈川県代表[5]）
- a-nation 2019福岡/大阪[6]
- 横浜開港祭小中高歌うま選手権 - 優勝
- FM戸塚カラオケ大会 - 優勝
- シダックスジュニアカラオケ王 LIVE - DAM賞
- ダムとも祭2017 in 東京 出場
- 2017 u-35カラオケのど自慢達人部門 - 準優勝
- 2017 モラージュ菖蒲のど自慢 - 審査員特別賞
- 2017 湯島天神梅まつりキッズ部門 - 歌唱賞
- 2015&2016 平塚キッズカラオケ大会 - 優勝
- 2017 小金井フラワーホール キッズカラオケ大会 - 優勝
- 2017 トレッサ横浜カラオケ大会 キッズの部 - 優勝
- 2017第9回 秋のこどもまつり キッズカラオケグランプリ大会(佐野市、チビグリでの出場) - 準優勝
- ダムとも祭り2018 in 東京 - トレンディーエンジェル賞
- 第2回歌うまキッズYouTuberコンテスト - 優勝[7]

## 出演・配信リリース

### テレビ
- ヒルナンデス!（2020年2月11日、日本テレビ）[8]
- 今夜、誕生!音楽チャンプ（テレビ朝日）
- アナ行き!（テレビ朝日）
- 千鳥のクセがスゴいネタGP（2020年 −、フジテレビ）[9][10][11][12][13]
- THEカラオケ★バトル（テレビ東京）[14][15][16][17][18][19]
- FNSラフ&ミュージック〜歌と笑いの祭典〜（2021年8月28日、フジテレビ）-クセスゴ歌謡祭
- スカッとカラオケ！[20]（2021年5月31日、10月11日、フジテレビ）
- FNS歌謡祭（2021年12月8日、フジテレビ）[21]
- ハモネプリーグ（2022年12月24日、フジテレビ）

### CM
- 那須りんどう湖 LAKE VIEW（2019年）[22]
- カラオケまねきねこ

### ラジオ
- FM戸塚　『Evening Station』内　第2月曜日17時35分〜54分『はやてくんのワクワク電車RADIO!』のコーナー・『今週のカトレア情報』担当（2020年 - ）

### イベント・LIVE
- 第40回横浜開港祭（2021年6月2日、ゲスト出演、5月公開例会にも出演）[23][24]
- 爆音寄席（2021年10月30日:豊洲PIT）
- THE カラオケバトル★コンサート2022（2022年1月23日:LINE CUBE SHIBUYA）[25][26]
- The Musical Day 2022 -Heart to Heart-（2022年1月31日:ブルーノート東京）[27]
- THE PLAYLIST 歌FES 2021 vol.1 HISTORY（2022年2月11日:中野サンプラザ）[28][29]

### YouTube
- オルガン坂SONGS[30][31][32][33][34][35][36][37][38][39]
- Sing Along!Project[40][41]
- 虹色侍[42][43]
- 狩野英孝の歌ネタキングダム[44][45][46]
- HIBIYA FES CHANNEL[47][48]

### 配信リリース
- 『I wanna sing』People Purple (古坂大魔王プロデュース) (2021年)[49][50][51][52]
- 『決戦は金曜日』カバー。LINE RECORDS Old To The New (2022年)[53][54][55][56][57]
- 『やっぱり雨は降るんだね』ツユ カバー(2022年)

## モデル
- しまむら『リッカリッカ』店頭広告&Webモデル(2021年、2022年)